# Попов Кіріл Юрійович
Кіріл Юрійович Попов (нар. 1 травня 2003, Ніжин, Чернігівська область, Україна) — український футболіст, нападник ковалівського «Колоса», який на правах оренди виступає за «Минай».

## Клубна кар'єра
Народився в місті Ніжин Чернігівської області. У ДЮФЛУ з 2016 по 2020 рік виступав за «Динамо» (Київ). У другій половині сезону 2019/20 років дебютував у футболці юнацької команди киян, а наступного сезону дебютував за «молодіжку» киян. В Юнацькій лізі УЄФА дебютував 14 вересня 2021 року в переможному (4:0) домашньому поєдинку 1-го туру проти лісабонської «Бенфіки». Кирило вийшов на поле в стартовому складі, а на 84-й хвилині його замінив Ігор Горбач. Єдиним голом в Юнацькій лізі УЄФА відзначився 2 листопада 2021 року на 45+1-й хвилині переможного (4:1) домашнього поєдинку проти «Барселони». Попов вийшов на поле в стартовому складі, на 76-й хвилині отримав жовту картку, а на 90+2-й хвилині його замінив Ігор Горбач.
На початку лютого 2020 року потрапив до заявки першої команди «киян».

## Кар'єра в збірній
У 2019 році провів 9 матчів за юнацьку збірну України (U-17).
У футболці юнацьку збірну України (U-19) дебютував 1 червня 2022 року в переможному (3:2) виїзному поєдинку кваліфікації юнацького (U-19) чемпіонату світу проти юнацької збірної Норвегії (U-19). Кирило вийшов на поле на 67-й хвилині, замінивши Артура Микитишина.